# Palmier de Palmyre
Borassus flabellifer · Palmier à sucre, Palmier rônier, Borasse
Espèce
Classification phylogénétique

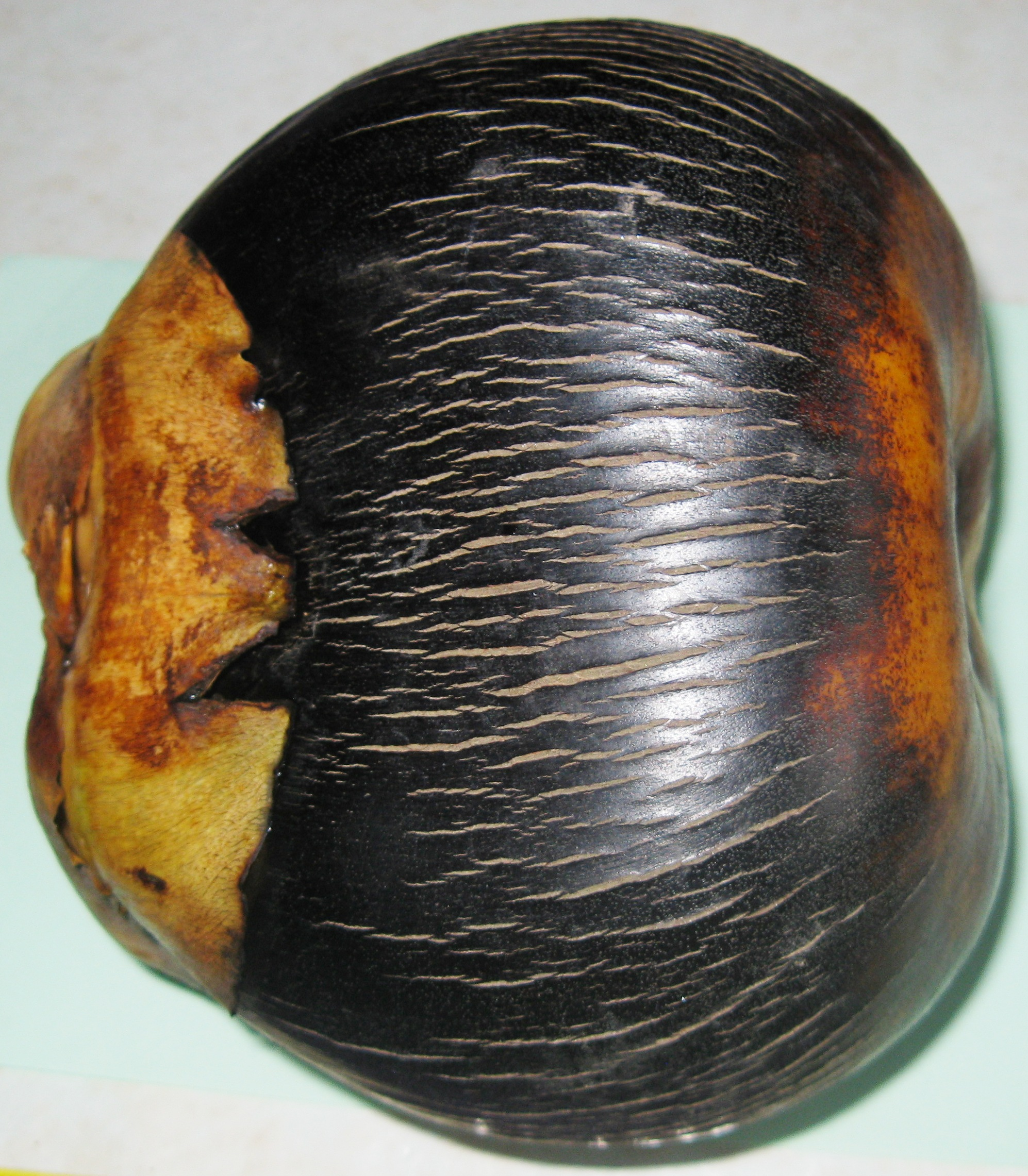
fruit de Palmier de Palmyre.

Le palmier de Palmyre (Borassus flabellifer L.), aussi appelé palmier à sucre (mais d'autres espèces portent aussi ce nom) ou encore palmier à vin  (son jus sucré fournit du vin de palme Toddy en Inde) ou bien palmier rônier, est une espèce de plantes à fleurs de la famille des Arécacées. C'est un arbre tropical souvent cultivé en Asie du Sud et du Sud-Est à diverses fins et notamment pour la production de sucre.

## Dénominations
- Nom scientifique valide : Borassus flabellifer L. ;
- Nom normalisé (nom technique) FAO : palmier à sucre[2] ;
- Noms vulgaires (vulgarisation scientifique) recommandés ou typiques en français : palmier de Palmyre[3],[4], palmier à sucre[5] ou palmier rônier[3] ;
- Autres noms vulgaires ou noms vernaculaires (langage courant) pouvant désigner éventuellement d'autres espèces : borasse[3],[6],[4],[7], rônier[3],[6],[7] ou encore rondier[3],[4].

## Description

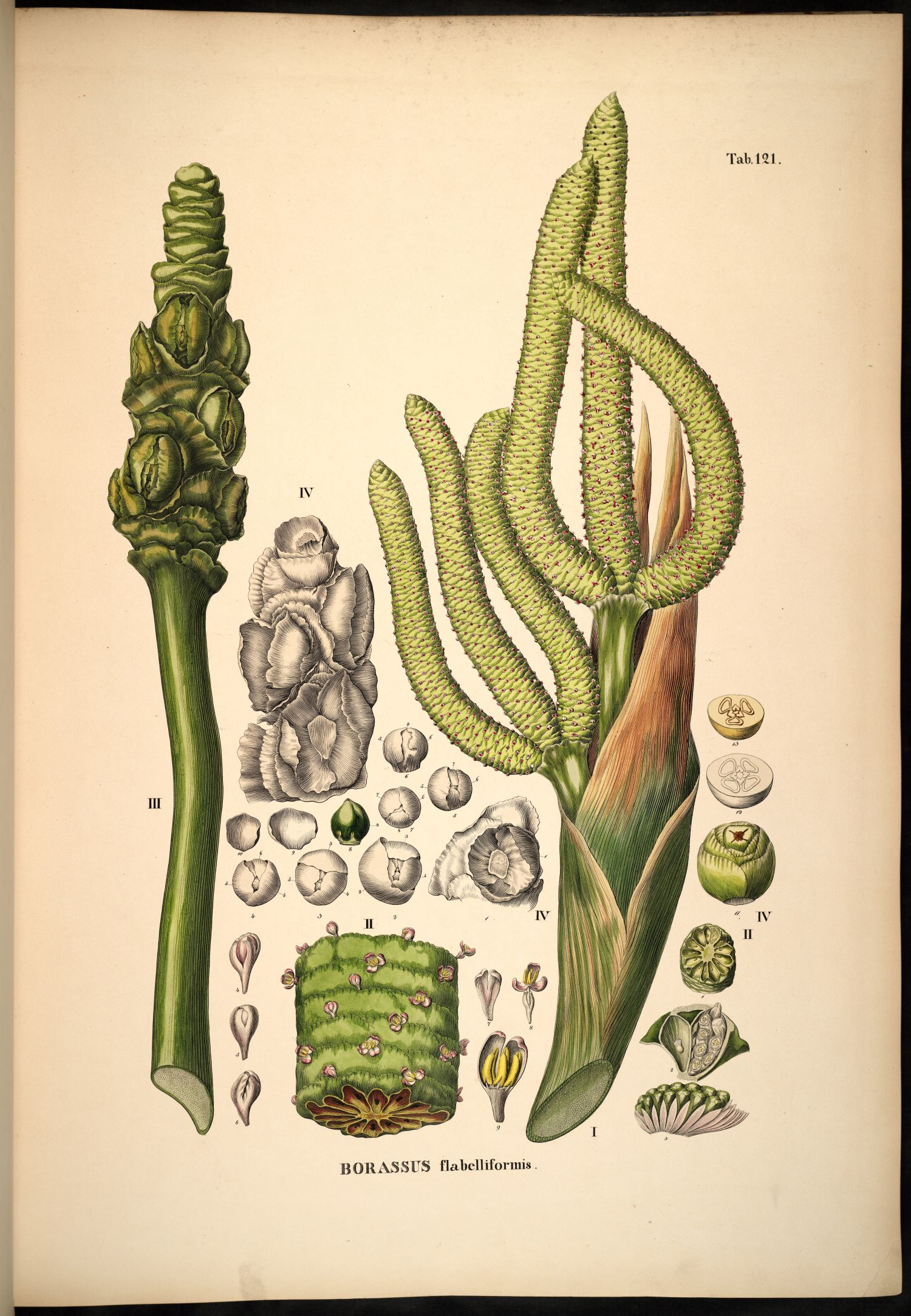
Planche botanique.
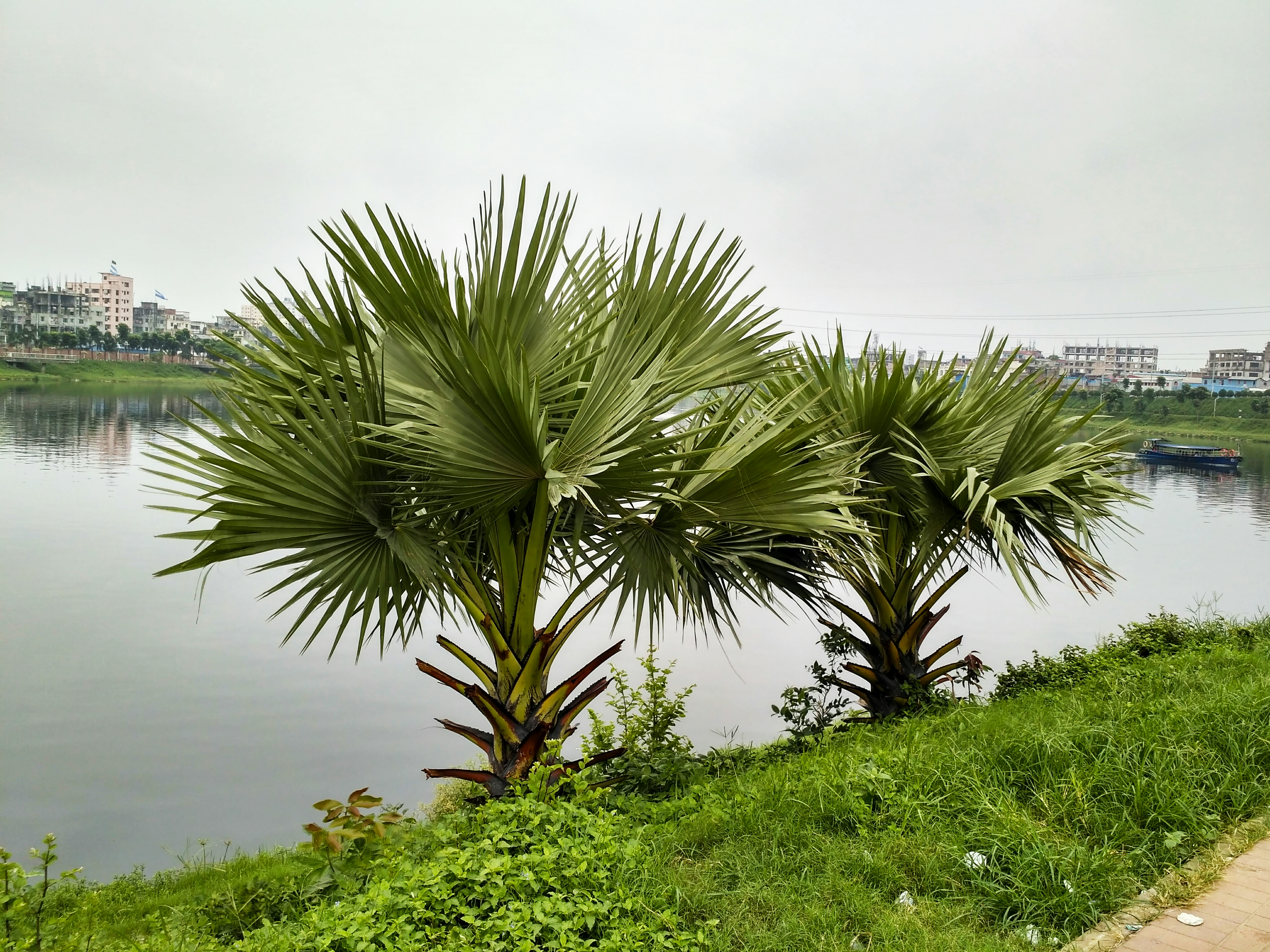
Jeunes sujets.
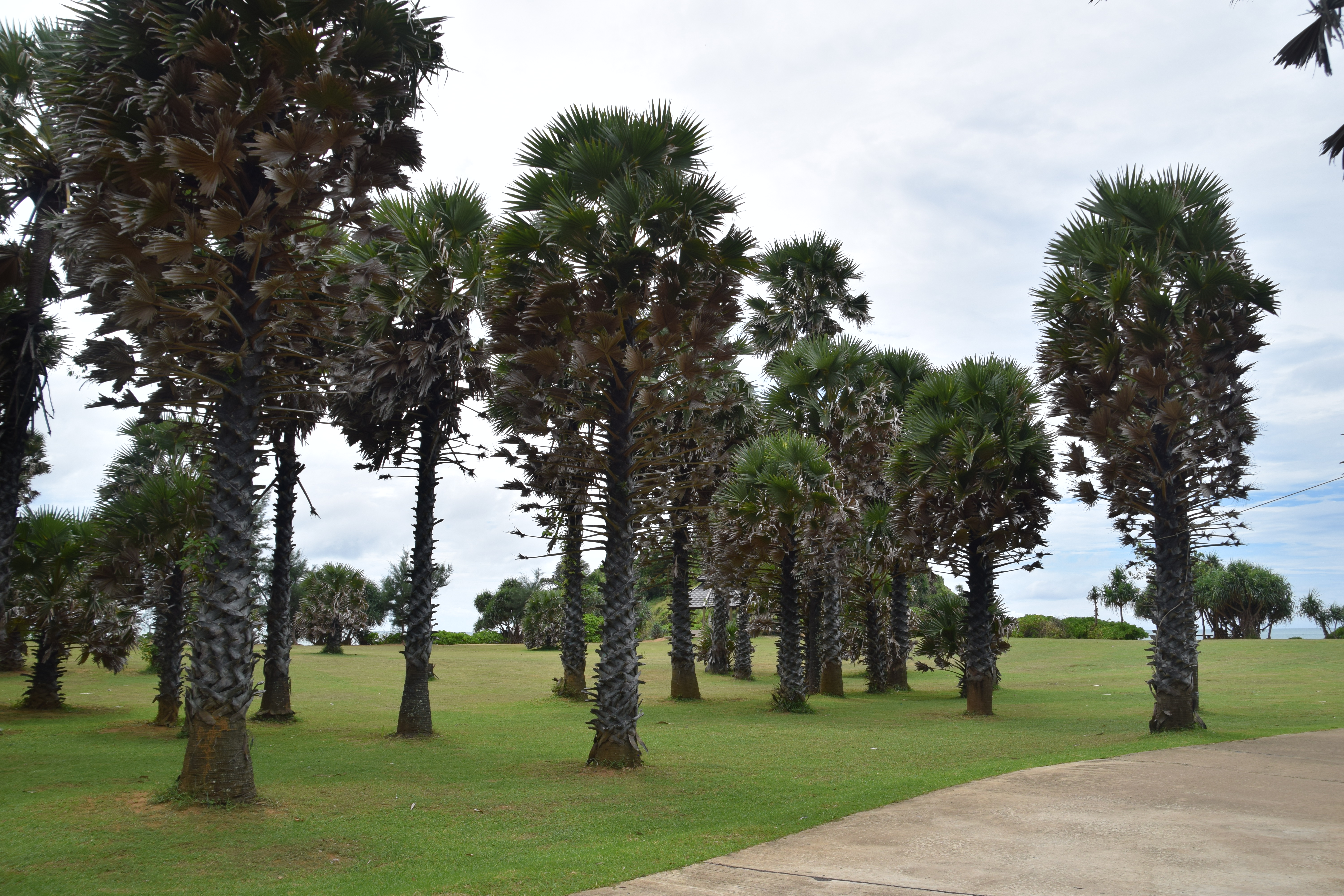
Sujets en cours de croissance.
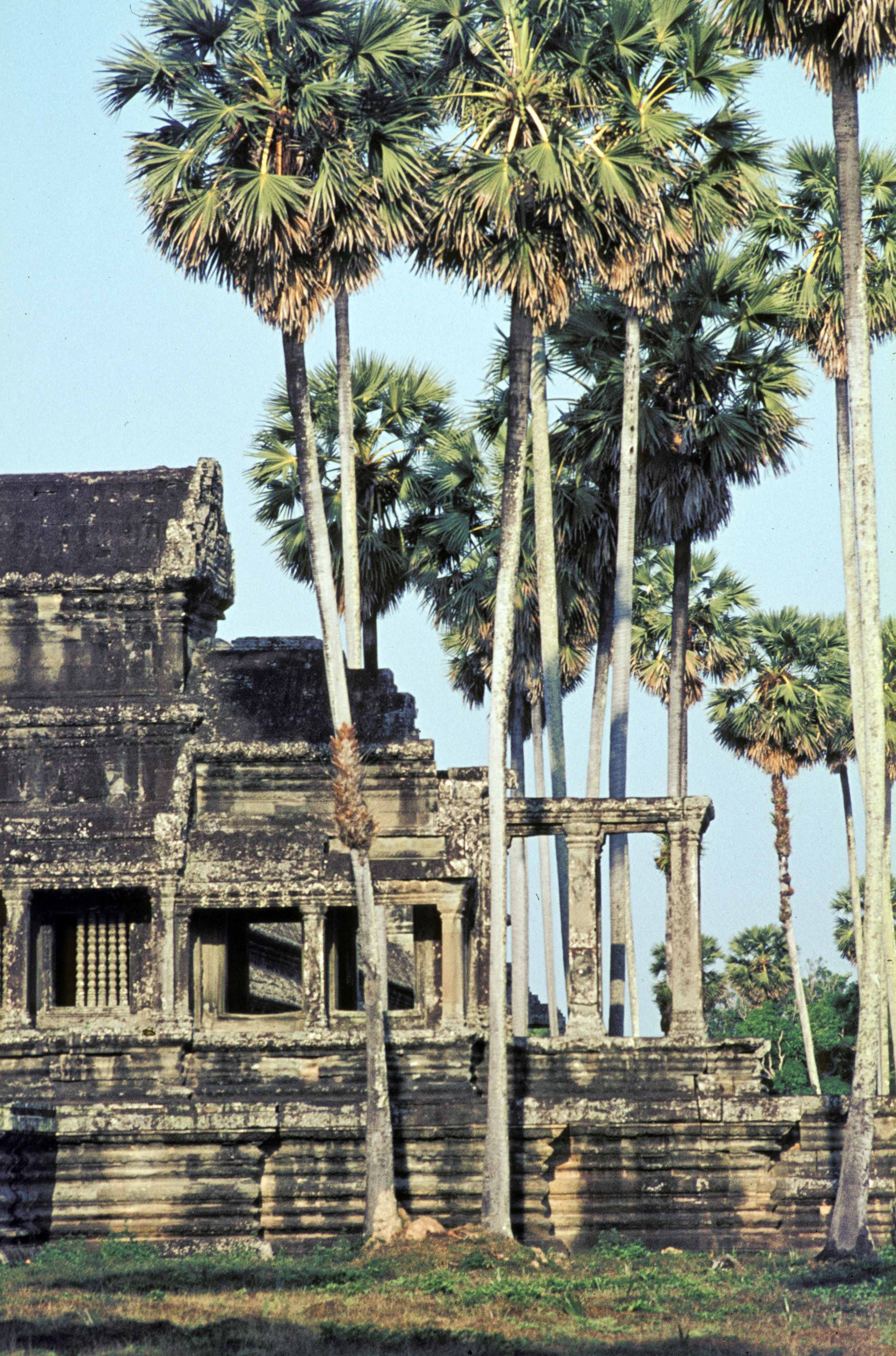
Sujets âgés.
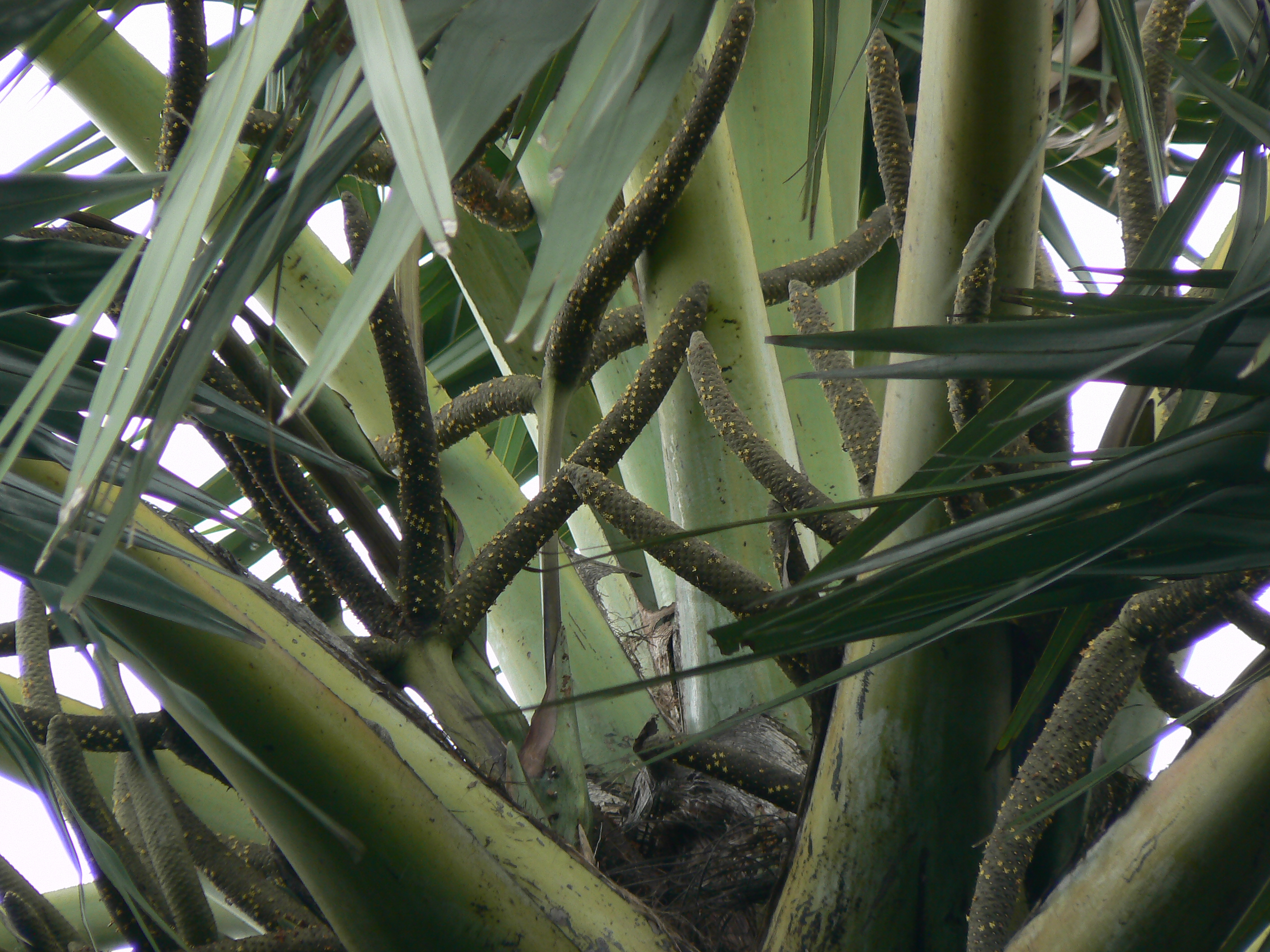
Inflorescences mâles.
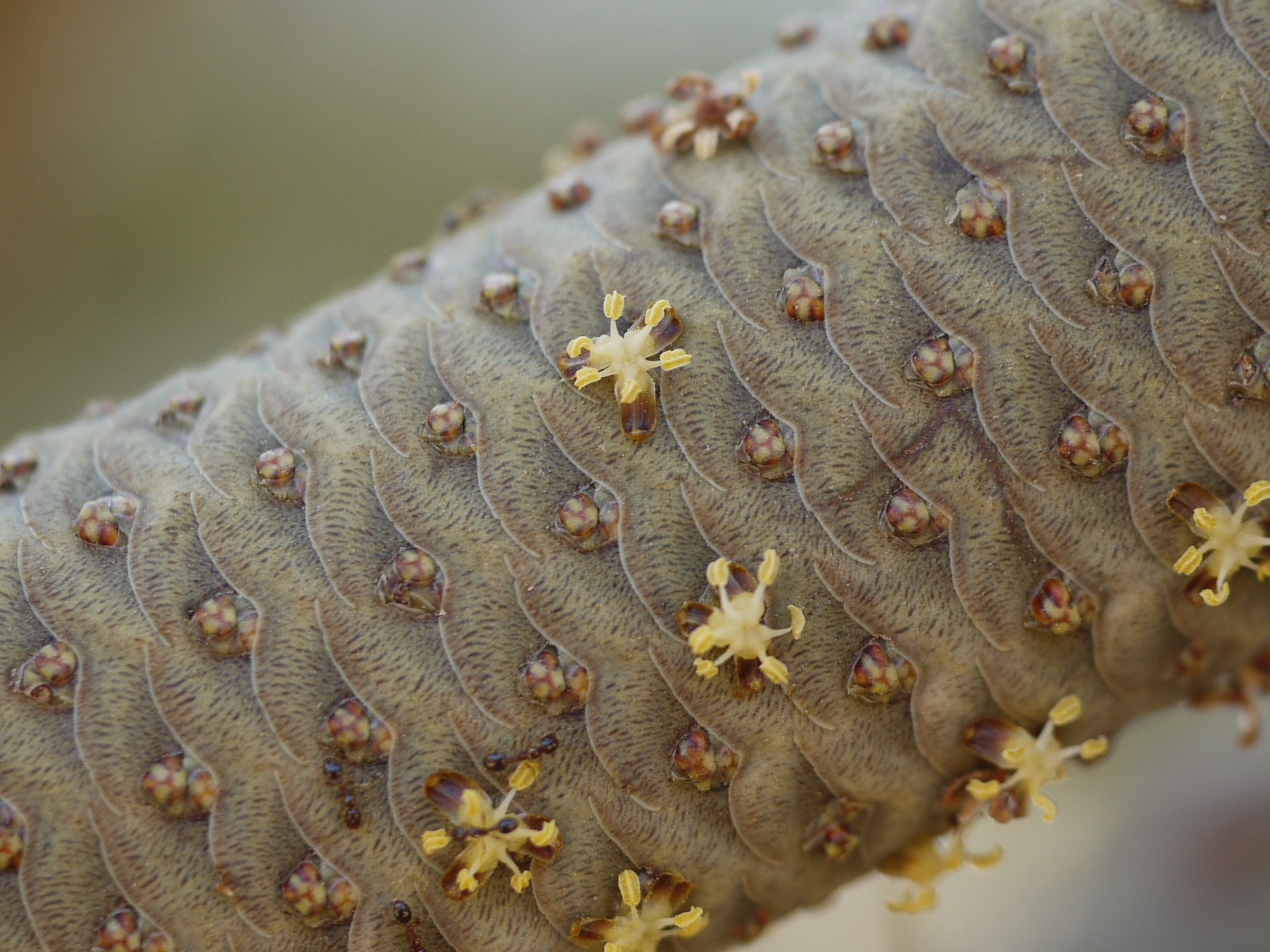
Fleurs mâles.
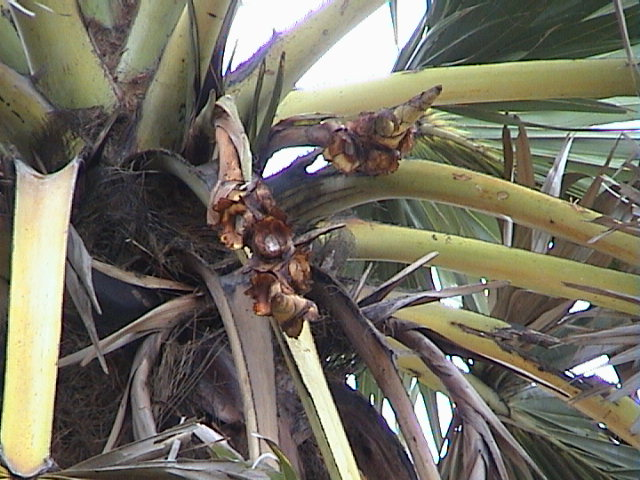
Inflorescences femelles.
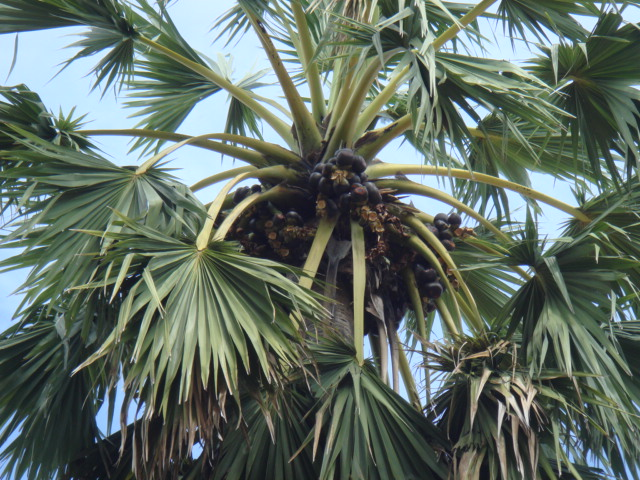
Pied femelle portant des fruits.
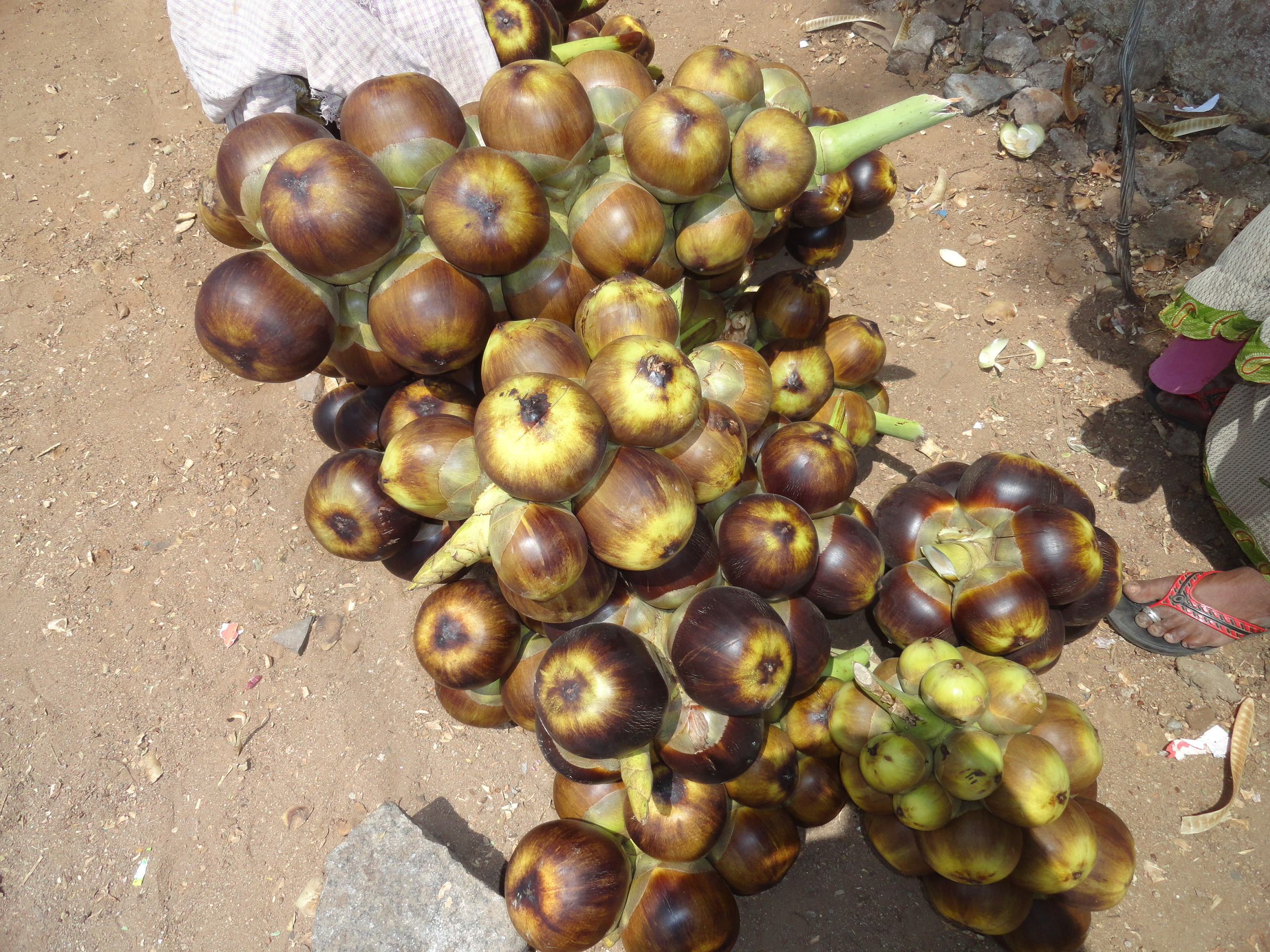
Fruit ou taal.
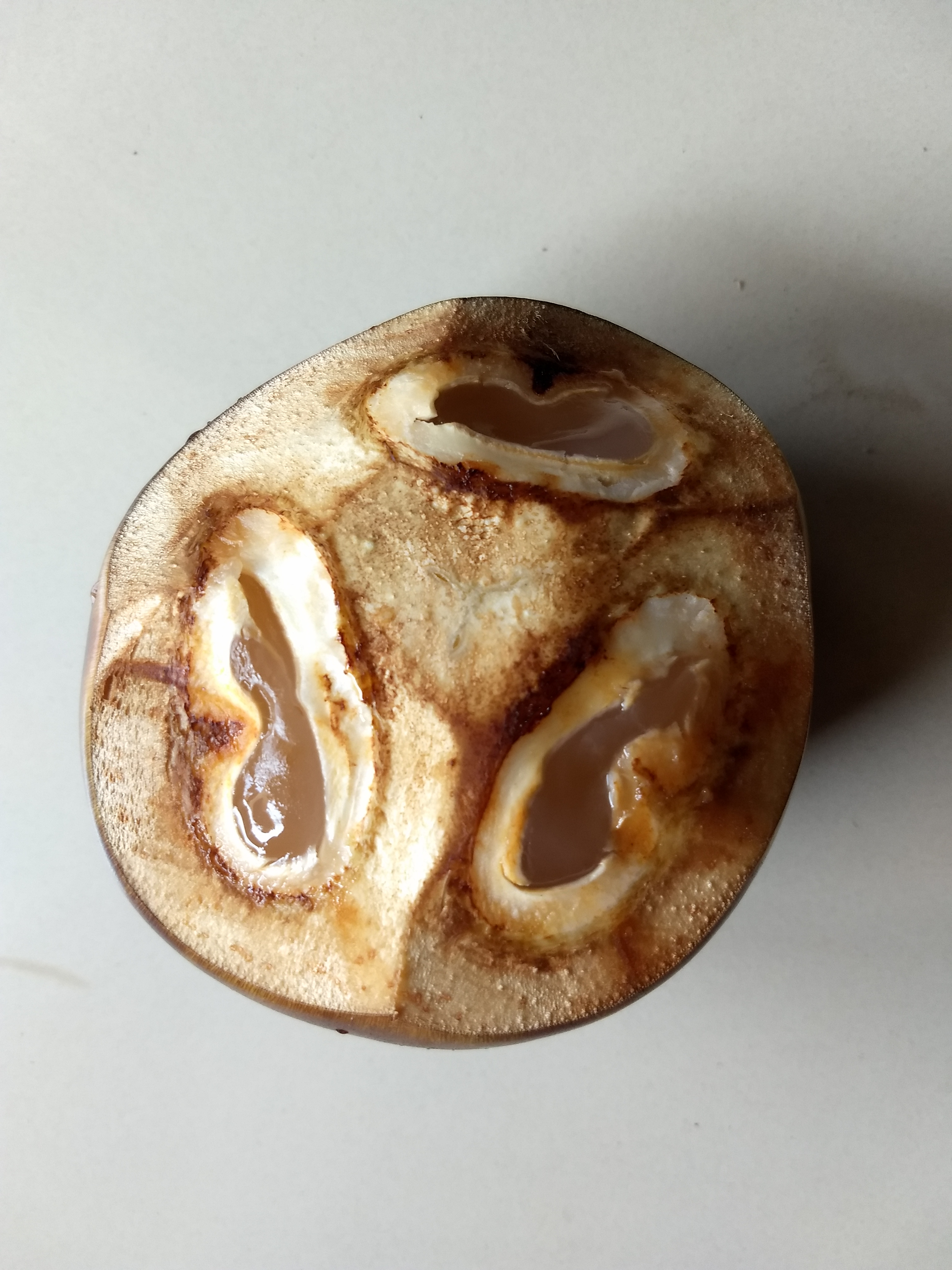
Fruit coupé montrant les graines gélatineuses.

Le  palmier à sucre est un palmier de grande taille, pouvant atteindre 35 mètres de haut avec un stipe de 60 cm de diamètre. Ce dernier est couronné par un bouquet 25 à 40 feuilles costapalmées. Le pétiole de 60 cm à 1,2 mètre est armé d'épines irrégulières.
C'est comme toutes les espèces du genre Borassus, une plante dioïque. Les longues inflorescences mâles en spadices recourbés (de 90-150 cm de long), portent de petites fleurs composées de 3 sépales, 3 pétales et de 6 étamines ainsi qu'un pistil dégénéré. Les pieds femelles portent des épis courts de fleurs femelles composées 3 sépales, 3 pétales, 6-9 staminodes et un ovaire globuleux. La floraison s'étale de novembre à fin juin.
Il commence à fleurir vers l'âge de 20 ans. Il peut vivre plus d'une centaine d'années.
Les fruits : taals, tadgolas/targolas ou ice apples (pommes glacées) en anglais, sont des drupes fibreuses, de 10-20 cm de diamètre environ, ovoïdes, de couleur vert marron, groupées en grappes serrées. Ils peuvent peser jusqu'à 2 kg et comportent 3 noyaux (pyrènes) de 6-7 mm, noirs.

## Distribution
Cette espèce est originaire du sud de l'Inde et du Sud-Est asiatique (Birmanie, Thaïlande, Cambodge, Laos, Vietnam, Indonésie).
Dans ces régions, ce palmier est aussi cultivé pour sa production de sucre mais c'est dans le sud de l'Inde (en particulier dans les États du Kerala et du Tamil Nadu) et le nord du Sri Lanka que cette culture est la plus importante. C'est en nombre d'arbres, le troisième palmier cultivé après le cocotier (Cocos nucifera) et le palmier à huile (Elaeis guineensis). Toutefois, sa culture ne cesse de reculer en raison de la concurrence du cocotiers ou d'autres cultures plus rentables.
Le palmier de Palmyre est aussi cultivé à titre ornemental dans plusieurs régions tropicales. Il a ainsi été introduit aux États-Unis (Floride, Hawaï). Des sujets peuvent être admirés au jardin botanique de Pamplemousses à Maurice.

## Utilisation

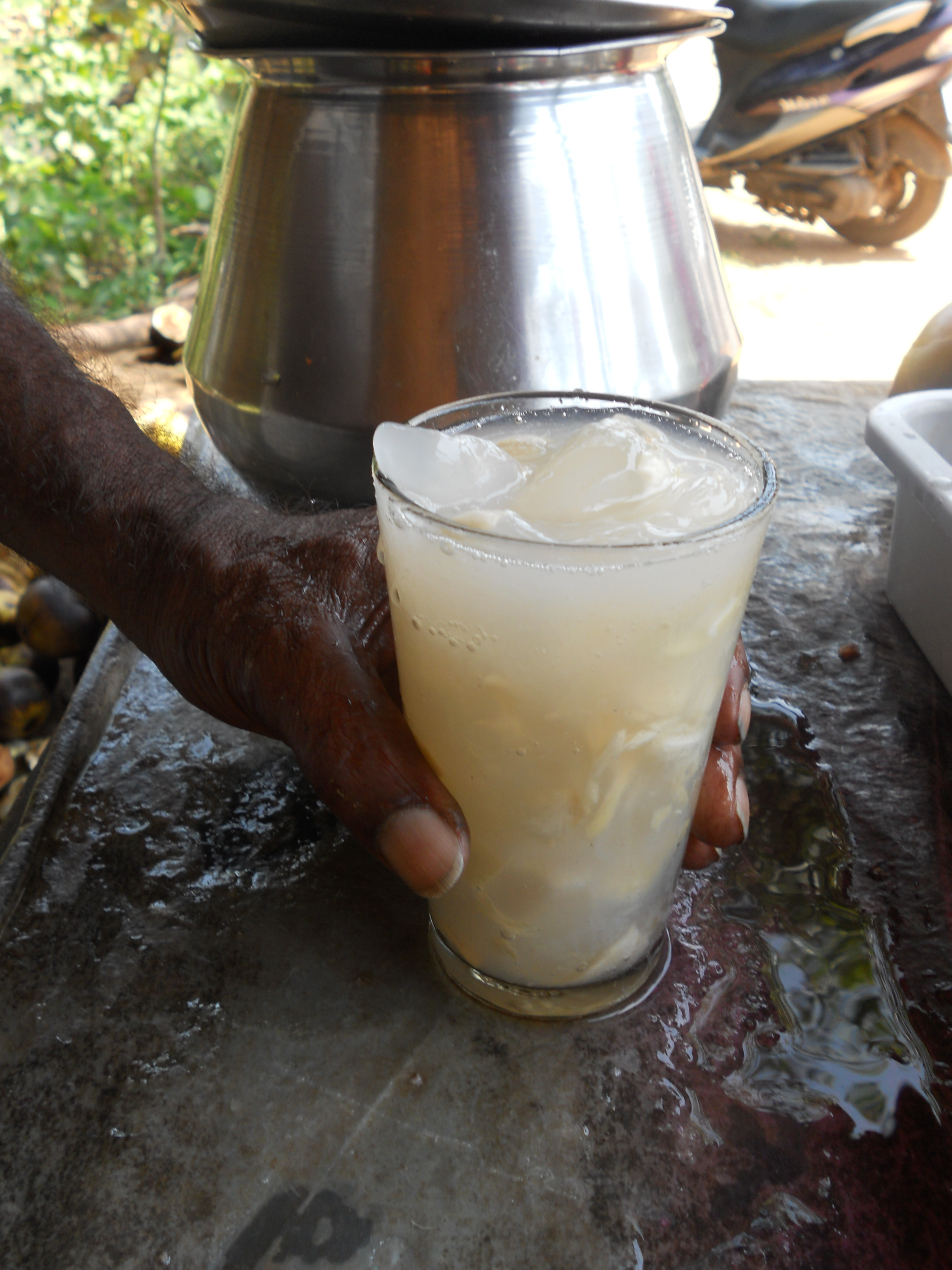
Fruits et sirop de palme

- Production de sucre de palme

La méthode généralement utilisée consiste à pratiquer des incisions sur les spadices (inflorescences) mâles ou femelles, puis à recueillir la sève qui s'en écoule dans des récipients fabriqués avec des tiges de bambous au Cambodge ou en Thaïlande et des jarres en Inde. L'inflorescence laisse couler sa sève pendant un mois et demi. La sève doit être récoltée rapidement pour éviter qu'elle ne fermente. Un palmier à sucre peut produire de 10 à 20 litres de sève par jour pendant la période de production qui peut durer cinq à six mois. La récolte s'étale de décembre à mai. En Inde du Sud, elle est effectuée par des grimpeurs Nadar. Les Nadars forment une caste qui au XIXe siècle était principalement impliquée dans la culture des palmiers de Palmyre.
Cette sève, qui contient de l'ordre de 15 % de sucre, peut être consommée fraîche, comme une boisson nourrissante car outre des sucres (en majorité du fructose), elle apporte des protéines et des sels minéraux et oligo-éléments. Le sirop de palmier peut être vendu frais sur les marchés. Mis à fermenter, il permet de produire du vin de palme (ou toddy hindi : ताड़ी), et par distillation de ce dernier de l'alcool.
La cuisson du jus de palme donne une pâte dure ou semi-solide, formée de saccharose et de mélasse. Une fois refroidi, il donne un pain de sucre non raffiné ou jaggery. Par centrifugation, on obtient un sucre raffiné qui est mis en sachets pour la vente. La mélasse est fermentée puis distillée pour produire de l'alcool. La vente du sucre de palme en sachet s'industrialise lentement au Cambodge, en Thaïlande ou en Indonésie.
Avant l'arrivée de la canne à sucre, importée par les colons, le sucre de palme était la seule source de sucre de ces régions. Dans les années 1950, il était produit environ 50 000 tonnes de sucre de palme par an, au Cambodge. Dans le sud de l'Inde, le sucre de palme est encore exploité pour l'usage local ou pour l'exportation vers les restaurants indiens du monde entier.
- Les taals, fruits ovoïdes et fibreux du palmier de Palmyre contiennent trois noyaux de consistance gélatineuse. Accommodée avec un sirop de sucre de palme (ou avec un jus de coco), cette chair gélatineuse constitue un excellent dessert rafraîchissant.

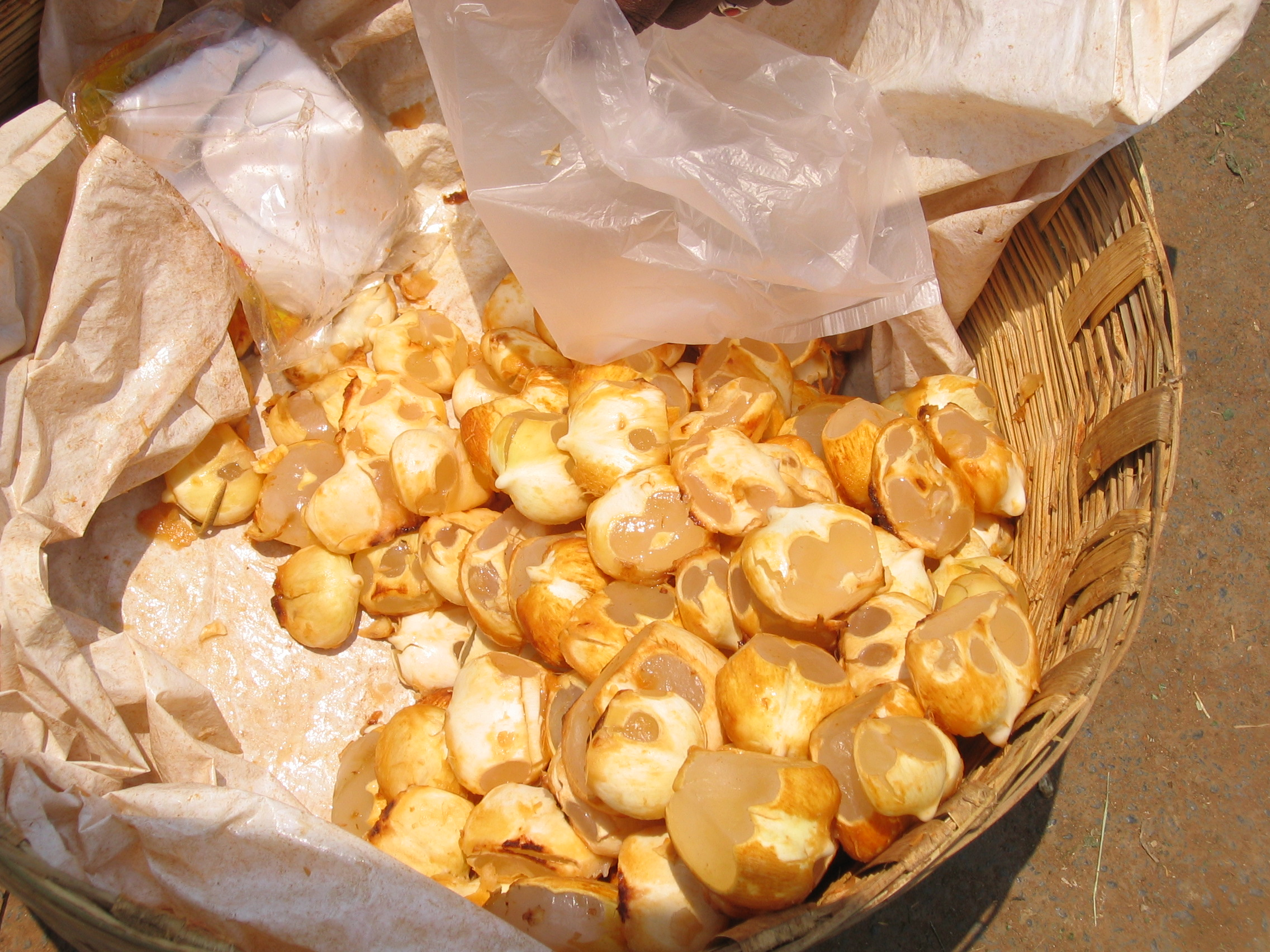
Graines gélatineuses comestibles (Guntur)

En Thaïlande, les noyaux sont coupés en rondelles et mis en conserve. Ils sont servis dans les restaurants et les fast-foods.
- La pousse

Les pousses du palmier de Palmyre sont comestibles. De la forme d'une ogive, elles sont très prisées en Inde pour leur richesse en féculents. Jusqu'à récemment, l'amidon des pousses constituait la base de l'alimentation de certaines castes.
- Usage des feuilles comme support d'écriture

En Asie du Sud et du Sud-Est, les feuilles de palmier ont longtemps servi de support d'écriture. En Inde, au Sri Lanka et en Birmanie, les palmiers les plus souvent employés sont le palmier de Palmyre (Borassus flabellifer) et le tallipot (Corypha umbraculifera). Les feuilles de Borassus prélevées sont séchées au soleil avant d'être mises à tremper dans de l'eau jusqu'à ce qu'une odeur de pourriture apparaisse. Elles sont ensuite séchées à l'ombre partielle puis découpées en bandelettes, en général de 34 cm sur 5 cm. Une autre technique consiste à les immerger trois jours dans de la boue ou de la chaux, à les sécher puis à les tremper dans une décoction de fruits de Murraya exotica pour les protéger des attaques de termites et de champignons. Le traitement des feuilles de Corypha est différent.
Les feuillets sont reliés en liasses grâce à une cordelette passée dans un trou fait au préalable. Les inscriptions se font en écorchant la cuticule de la feuille avec un stylet métallique. Pour prévenir les attaques d'insectes, les feuillets sont régulièrement enduits de poudre de curcuma.
En général, les feuillets de Corypha umbraculifera sont plus larges et de qualité supérieure à celles du Borassus flabellifer. En conséquence, la majorité des anciens manuscrits ayant survécu à l'humidité tropicale sont sur feuilles de Corypha.
On désigne en français ces feuillets employés pour l’écriture des manuscrits de l’Inde et des pays indianisés du Sud-Est asiatique, par le terme de ôle ou olle depuis la fin du XVIIe siècle, par emprunt au tamoul ölei signifiant « feuille ».
En Inde, les inscriptions sanscrites sur feuilles de palmier remonteraient à l'Antiquité. Au Kerala, les feuilles de palmier de Palmyre et de tallipot ont été abondamment utilisées pour écrire les horoscopes et les textes ayurvédiques et religieux. La Bibliothèque des Manuscrits et l'Institut de recherche orientale de l'université du Kerala (à Thiruvananthapuram) ont une collection de plus de 70 000 feuillets de palmier manuscrits, certains vieux de 500 ans. Avant le milieu du XVIIIe siècle, les manuscrits concernaient la religion et l'ayurveda. Après cette date, ils servaient aussi comme documents administratifs. De nos jours au Kerala (Padmakumar et al. 2003), les feuillets de palmier continuent à être utilisés par les astrologues pour inscrire leurs horoscopes. Dans certaines localités, les jeunes enfants hindous apprennent à tracer leur premier alphabet sur ces feuillets de palme.
Au Cambodge, de nombreux textes anciens datant de l'époque de l'Empire khmer (du IXe au XIIIe siècle) sont écrits sur feuilles de palme. En Malaisie, la feuille de lontar (Borassus) fut utilisée du XIIIe au XVIIe siècle pour tous les travaux d'écriture. En Indonésie, la feuille de lontar, a longtemps servi de support à l'écriture, notamment à Bali, à Java et dans le sud de Sulawesi (où il a donné son nom à l'alphabet lontara des Bugis).

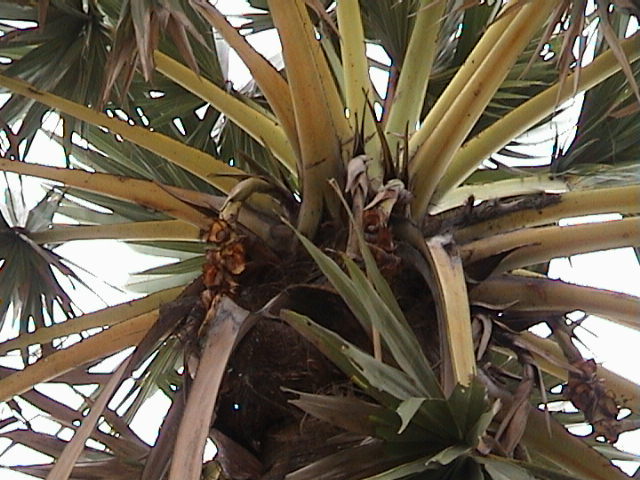
détail des pétioles

- La fibre de palme

Les pétioles des feuilles de Borassus sont battus et séchés pour produire des fibres résistantes pouvant servir à la fabrication de balais locaux ou pour équiper les balayeuses mécaniques.
- Un faux bois de grande qualité

Le Borassus produit des stipes très durs et très résistants, susceptibles d'être utilisés en menuiserie comme du bois ordinaire. Car ces tissus ligneux de grande qualité ne sont pas du bois au sens botanique du terme, puisque les palmiers appartiennent au clade des monocotylédones qui ne produisent pas de xylème secondaire (ou "bois"). Chez les palmiers, la croissance du stipe n'est pas concentrique et les parties les plus anciennes et donc les plus dures se situent à la périphérie du stipe.
Les stipes de Borassus fournissent un matériau sombre, strié de marron. Seule la partie externe est utilisable, car le cœur reste mou. Traditionnellement, le bois de palmier était utilisé pour fabriquer des chevrons résistants, destinés à la construction des maisons, ainsi que de petites pirogues. Les artisans produisent des baguettes, des cuillères ou à l'aide de tour à bois, des jarres, des plats, des verres etc. Ces objets artisanaux sont vendus aux touristes.
- Arbre ornemental.
- Usage médicinal : toutes les parties de la plantes ont de très nombreuses applications en médecine populaire, notamment en Inde où la sève fraiche est donnée pour fortifier les patients anémiques. Le sucre non raffiné (jaggery) est aussi prescrit aux anémiques, aux patients souffrant d'un manque de potassium et à ceux qui toussent. La Pharmacopée Ayurvédique d'Inde recommande les inflorescences mâles pour la dysurie[15].

Plante providentielle par excellence, les utilisations des différentes parties de ce palmier se déclinent à l'infini. Un poème tamoul donne plus de 800 usages du rondier (ou rônier) dans cette région de l'Inde.

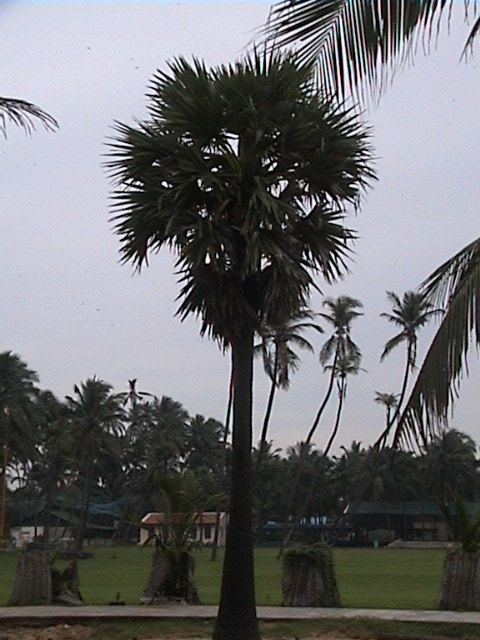
Palmier à sucre ou rondier
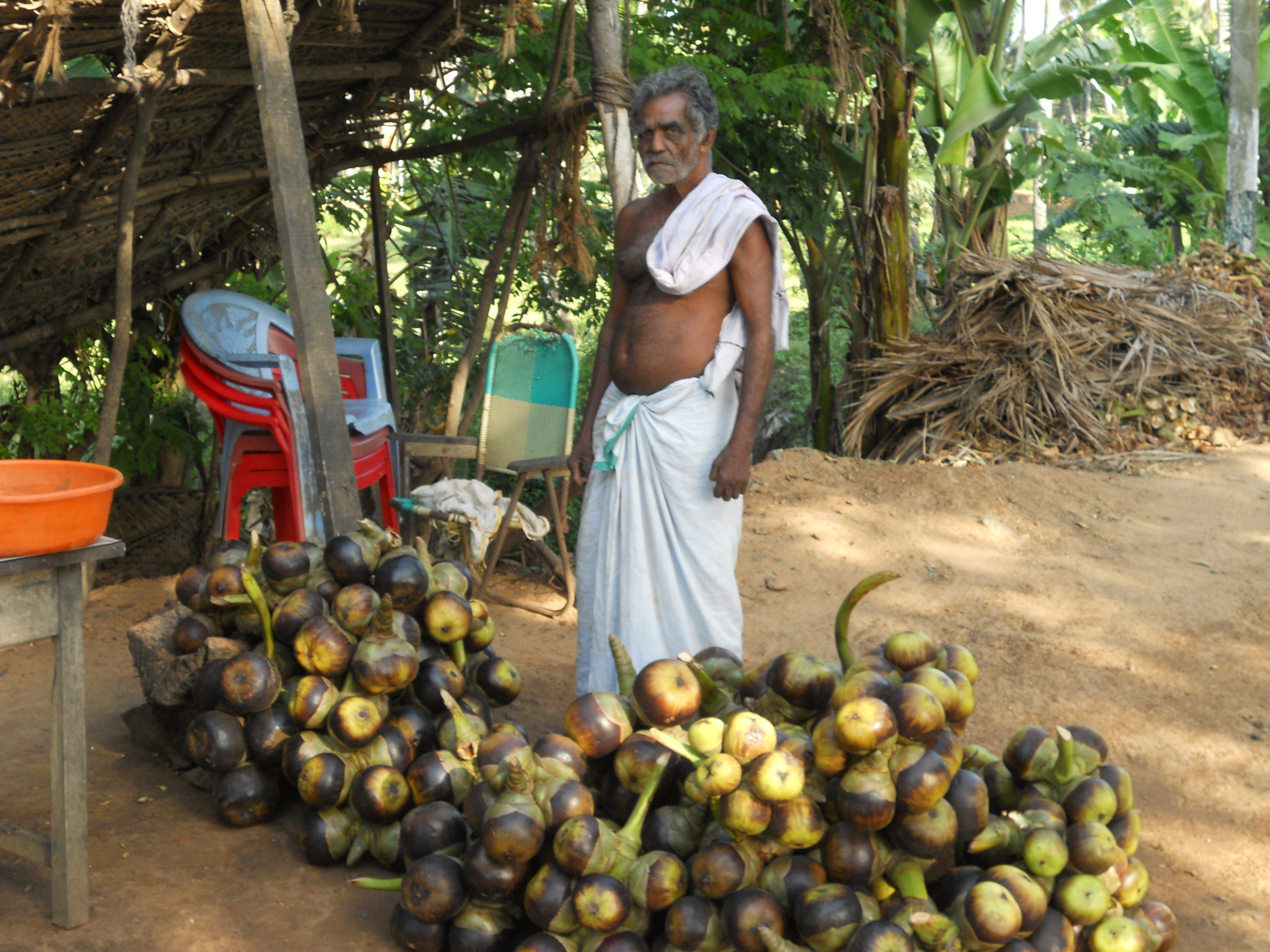
Fruits de palmier de Palmyre à vendre
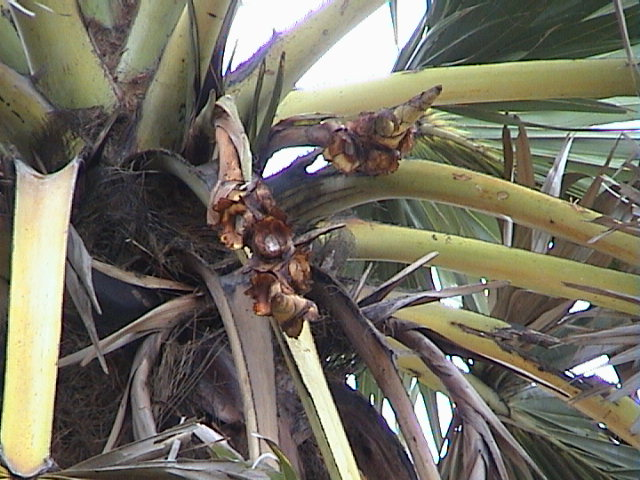
Borassus flabellifer